# Euphorbia francoana
Euphorbia francoana Boiss. 1860 es una especie fanerógama perteneciente a la familia de las euforbiáceas. 

## Distribución
Es nativa de México en Campeche, Guerrero, Jalisco, Oaxaca, Sinaloa, Tabasco y Veracruz, Guatemala y Honduras donde se encuentra en lugares abiertos.

## Descripción
Es una hierba anual  ramificada, de ramas ascendentes, delgadas, algo anguladas, poco pubescente o casi glabra que alcanza hasta los  50 cm de alto o más baja. Las hojas  son alternas, las superiores opuestas, delgadas, verdes por el haz y más pálidas por el envés, con peciolos muy delgados, de 3 a 6 cm de largo, rombico-ovadas a lanceoladas, obtusas a agudas, cuneadas a casi redondeadas en la base. Las hojas de la inflorescencia  son pequeñas y estrechas, atenuándose en una delgada punta setiforme, estípulas diminutas como glándulas.
El involucro es muy pequeño, delgado, axilar, cortamente turbinado, los lóbulos truncados, 3-4 dentados, las glándulas transverso-ovadas, los apéndices color púrpura, bipartidos, segmentos oblongos, subagudos, dos veces más largos que las glándulas. El fruto es una cápsula escasamente pilosa; con semillas redondeadas, subagudas.
Características especiales: Tiene látex blanco.

## Taxonomía
Euphorbia francoana fue descrita por Pierre Edmond Boissier y publicado en Centuria Euphorbiarum 22. 1860.
Etimología
Euphorbia: nombre genérico que deriva del médico griego del rey Juba II de Mauritania (52 a 50 a. C. - 23), Euphorbus, en su honor – o en alusión a su gran vientre –  ya que usaba médicamente Euphorbia resinifera. En 1753 Carlos Linneo asignó el nombre a todo el género.
francoana: epíteto
Sinonimia
- Eumecanthus francoanus (Boiss.) Millsp. (1916).[3][4]